# 阎海川
阎海川（？—1902年）绰号海沙子，汉族，辽宁锦西地区人，辽西土匪。

## 生平
阎海川是锦西一带人氏，长期在辽西地区当土匪。1902年农历九月初二日，阎海川在广宁县（今北镇市）髙平镇，被张作霖“亲自击毙”。由于张作霖协助清朝官军剿匪有功，获得盛京将军“嘉奖”，不久盛京将军便命令新民府知府增韫就地招抚张作霖。
據張學良口述，張作霖與海沙子商議以類似西部牛仔的方式，賭上各自的部屬，雙方各開一槍。張作霖一槍打死了海沙子，而海沙子則在張作霖腰部留下傷痕。事後海沙子部下全部歸降張作霖。